# Hu Chunhua
Hu Chunhua (chino: 胡春华; nacido en abril de 1963) es un político chino, miembro del Buró Político del Partido Comunista de China y vicepremier de la República Popular China. Trabajó en el Tíbet durante gran parte de su carrera y ascendió en las filas del partido en parte a través de la Liga de la Juventud Comunista. Se le conoce popularmente como el "pequeño Hu" por las similitudes de su carrera con la del exsecretario general del Partido, Hu Jintao (sin relación). Se convirtió en el gobernador más joven de China cuando asumió el cargo en la provincia de Hebei en 2008. Luego fue ascendido a secretario del Partido de Mongolia Interior en 2009. En 2012, fue nombrado secretario del Partido Comunista de Guangdong y entró en el Politburó.

## Biografía

### Tíbet, Hebei y Liga Juvenil
Hu Chunhua nació en el condado de Wufeng, Hubei, en abril de 1963. En 1979, ocupó el primer lugar en el condado para el examen de Gaokao (un examen de ingreso a la universidad). A los 16 años, era el más joven de su clase.  Tuvo su licenciatura en la Universidad de Pekín en agosto de 1983, con especialización en lengua y literatura china. Después de graduarse, se fue a trabajar en el Tíbet, comenzando como un cuadro en el Departamento de Organización de la Liga de la Juventud Comunista de China. 
Hu ocupó varios cargos en el gobierno y en la Liga Juvenil en el Tíbet, y en última instancia se desempeñó como subsecretario del Comité Regional Autónomo del Tíbet del PCCh desde noviembre de 2003 a noviembre de 2006 y como vicepresidente del Gobierno Regional Autónomo del Tíbet desde noviembre de 2003 a noviembre de 2005. En el Tíbet, Hu tuvo un papel fundamental en el desarrollo de la economía tibetana, frenando el movimiento de independencia y el asentamiento de más chinos han en la región.
De 1997 a 2001, Hu sirvió en la Secretaría de la Liga Juvenil Comunista y como Vicepresidente de la Federación Juvenil de China. Regresó a Beijing para convertirse en el Primer Secretario de la Liga de la Juventud Comunista desde diciembre de 2006 hasta marzo de 2008. El 15 de abril de 2008, fue nombrado gobernador interino de Hebei, el más joven de China. El 12 de enero de 2009 fue elegido gobernador oficialmente.
En Hebei, Hu tenía la reputación de trabajar "sin parar", visitando las 11 ciudades de la provincia a nivel de prefectura en unos pocos meses. Mientras servía en Hebei, Hu se convirtió en el centro de atención durante el incidente de adulteración de leche en 2008, que tuvo sus raíces en la provincia de Hebei. El incidente no tuvo repercusiones en él, según algunos debido su cercanía con el secretario general del Partido, Hu Jintao. También participó en los preparativos de seguridad de los Juegos Olímpicos de Pekín 2008 y abogó por un aumento del consumo interno como respuesta a la crisis financiera de 2008.

### Mongolia interior
En el décimo séptimo Congreso Nacional de Partido Comunista Chino, Hu Chunhua se convirtió en miembro del Comité Central . En noviembre de 2009, fue nombrado Secretario Regional del Partido de Mongolia Interior. También fue elegido presidente del Congreso Popular de Mongolia Interior en enero de 2010.
Poco después de hacerse cargo de la vasta región norte, Hu se embarcó en un plan para reequilibrar el crecimiento en la región. Durante el gobierno del predecesor de Hu, Chu Bo, Mongolia Interior experimentó un crecimiento explosivo del PIB debido al desarrollo en la explotación de recursos naturales. El crecimiento del PIB de la región ocupó el puesto más alto entre las entidades a nivel provincial del país durante ocho años consecutivos. Sin embargo, el crecimiento abrió una gran brecha de riqueza, con ganancias endémicas de los funcionarios locales, y una división entre la parte occidental, región rica en recursos (Hohhot, Baotou y Ordos), y la parte oriental estancada en el desarrollo industrial (Ulanhad, Tongliao y Hulun Buir).
En respuesta, Hu comentó que Mongolia Interior ya no aspiraría a ocupar el primer lugar en el crecimiento del PIB, sino que se centrará en mantener la "calidad" y la "eficiencia" del crecimiento.  Hu creía que perseguir dogmáticamente un mero aumento en la producción económica no beneficiaba a todos en la región, particularmente a los agricultores y pastores nómadas, y señaló que los grandes proyectos mineros habían traído una riqueza significativa que no llegaba a las bases. Destacó que una de las prioridades de su administración sería asegurar políticas equitativas en la reubicación, empleo y bienestar social de los pueblos nómadas. Hu también buscó reformar la política fiscal para otorgar más poder de negociación al gobierno local y a los intereses locales en la evaluación de posibles proyectos mineros de las grandes empresas estatales de recursos naturales. Estas empresas eran conocidas por pisotear a los funcionarios locales que estaban desesperados por atraer inversiones para aumentar sus propias cifras de PIB.  En el desarrollo urbano, Hu enfatizó la importancia de la vivienda protegida.
Las quejas por la intrusión de las empresas mineras, combinadas con las tensiones étnicas entre los pueblos mongoles y chinos han en la región, habían causado fricciones durante años entre el gobierno y las poblaciones rurales. En mayo de 2011, el conflicto se agravó con la muerte de un pastor mongol, provocando protestas de la etnia mongol en Xilinhot,y disturbios en otras partes de la región. Fueron las primeras grandes protestas en Mongolia Interior en más de veinte años. Hu instituyó una política doble de apaciguamiento y fuerza, abordando las quejas de las multitudes que protestaban visitando Xilinhot, reuniéndose con estudiantes y maestros, prometiendo compensación para los pastores locales y regulaciones más estrictas sobre la conducta empresarial. Mientras tanto, aumentó la presencia de seguridad en Mongolia Interior, incluida la capital, Hohhot, para contener los disturbios.